# 6ペンスの唄

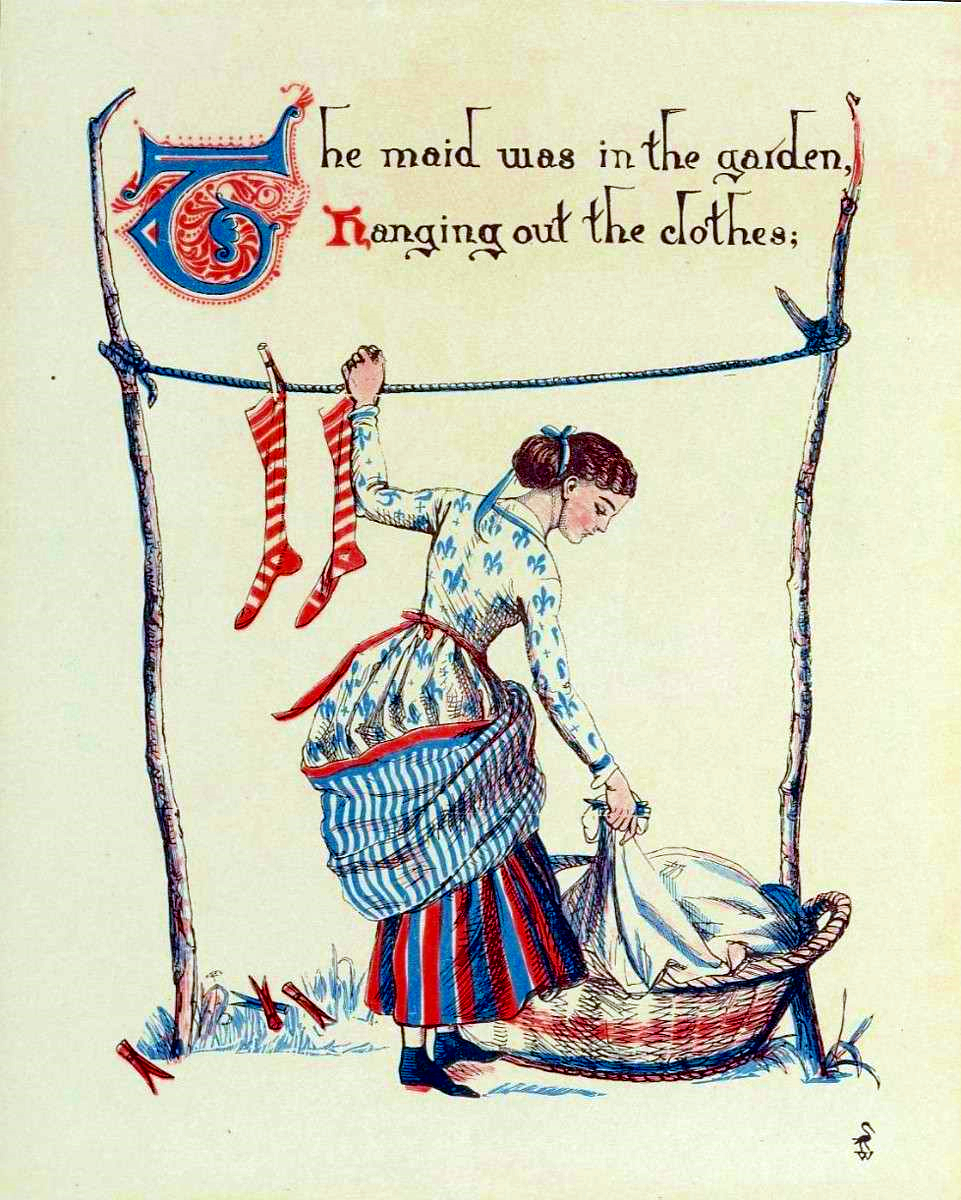
ウォルター・クレインによる、この唄を題材としたイラスト

「6ペンスの唄」（6ペンスのうた）は、イギリスを中心とした英語圏の童謡である『マザー・グース』の一編である。原題は "Sing a song of sixpence" といい、数ある『マザー・グース』の中でも五指に入るほど愛唱されている唄である。通常愛唱されている唄は4連で構成されている。

## 歌詞
（英語原詞・日本語訳）
Sing a song of sixpence

Sing a Song of sixpence,

A pocket full of rye,

Four and twenty blackbirds,

Baked in a pie.

When the pie was opened,

The birds began to sing,

Was not that a dainty dish,

To set before the king?

The king was in his counting-house,

Counting out his money,

The queen was in the parlour,

Eating bread and honey.

The maid was in the garden,

Hanging out the clothes,

There came a little blackbird,

And snapped off her nose.

「6ペンスの唄」

6ペンスの唄を歌おう

ポケットにはライ麦がいっぱい

24羽の黒ツグミ

パイの中で焼き込められた

パイを開けたらそのときに

歌い始めた小鳥たち

なんて見事なこの料理

王様いかがなものでしょう?

王様お倉で

金勘定

女王は広間で

パンにはちみつ

メイドは庭で

洗濯もの干し

黒ツグミが飛んできて

メイドの鼻をついばんだ

## 起源についての説
唄の歌詞の意味やその成り立ちについては次の諸説がある。
- 24羽の黒ツグミは24時間、王は太陽を、女王は月を表し、時間の運行を意味する唄という説。
- メイドは罪人を、黒ツグミは悪魔のこらしめを意味するという懲悪説。
- 24羽の黒ツグミはアルファベットを、「パイに焼き込む」のは活字の植字を意味し、唄全体では英訳聖書の出版を祝賀しているという説。
- 王はヘンリー8世、女王 (queen) は王の最初の妃キャサリン、メイドは2番目の妃アンを指し、ローマ教皇と争い修道院の財産を没収して蓄財していたヘンリー8世へのあてつけの唄とする説。